# 王家大院
36°53′46″N 111°52′04″E / 36.89611°N 111.86778°E
王家大院位于山西省晋中市灵石县城东12公里处的中国历史文化名镇静升镇，是中国最大的民居建筑之一，也是山西最大的一座保存完好的建筑群。该院是清代民居建筑的重要代表，在2006年入选全国重点文物保护单位。

## 历史
静升王氏是王家大院的创始者。静升王氏祖籍琅琊，后西迁到山西太原。南宋初年，族人王实由太原南迁至灵石县沟峪滩村。元皇庆二年（1313年），王诚斋又率家族迁至静升村务农，从此在此定居了600多年。明代静升王氏经商者渐多，渐成规模。从清朝初期到中期，王家的经营规模逐渐增大，从传统的粮食、马匹贸易，转向利润丰厚的盐、茶专卖，又从河东盐务扩展到两淮盐务，积累巨额财富，成为灵石县四大家族之一。今天的王家大院是在清朝康熙、雍正、乾隆和嘉庆年间不断扩建的。
咸丰三年（1853年），太平军攻陷扬州，二十一世王鸿渐被杀，损失巨额资金，静升王氏开始衰落，仍为静升首富，直到抗战爆发。

## 建筑
王家大院总面积15万平方米，列入保护范围的为34650平方米（另一说45000平方米），共有123个院落，1118间房屋。大院依山而建，坐北朝南，布局独特而合理。
主体可分为东大院、西大院和孝义祠。东大院又名高家崖。始建于清嘉庆初年，是一个城堡模式的住宅群。
王家大院建筑以精美的砖雕、石雕和木雕闻名。王家大院红门堡设有“中华王氏博物馆”，高家崖设有“中国民居艺术馆”。

## 保护
2006年5月25日，王家大院由中华人民共和国国务院公布为第六批全国重点文物保护单位，编号6-459。
- 东院（高家崖）东门
- 东院（高家崖）
- 东院（高家崖） —— 凝瑞居
- 东院（高家崖）
- 东院（高家崖）
- 西院（红门堡）
- 西院（红门堡）
- 西院（红门堡） —— 树德院（大夫第）
- 西院（红门堡） —— 童心园
- 西院（红门堡） —— 屋顶的烟囱
- 西院（红门堡）  —— 贻谷斋
- 西院（红门堡）